# Josef Nacken
Josef Nacken (né le 8 octobre 1860 à Aix-la-Chapelle et mort le 25 mai 1922 à Eschweiler) est un homme politique allemand (Zentrum).

## Biographie
Nacken est le fils d'un grossiste en marchandises coloniales. Dans sa jeunesse, il étudie au lycée Empereur-Charles (de) à Aix-la-Chapelle. Après des études de droit à Bonn, Innsbruck et Munich, Nacken travaille en tant que greffier au tribunal de district d'Eschweiler et au tribunal de district et le tribunal de grande instance d'Aix-la-Chapelle.
En 1889, pour des raisons familiales, Nacken abandonne sa carrière juridique pour passer à une profession commerciale: avec sa mère, il reprend le Joh. Ohligschlaeger. Peu de temps après, il devient directeur général de l'entreprise familiale J. Nacken & Sohn à Eschweiler.
Politiquement, Nacken commence à être actif dans le Zentrum. De 1903 à 1918, Nacken est député du Reichstag en représentant la 2e circonscription d'Aix-la-Chapelle (Eupen-Aix-la-Chapelle-Campagne). Après la révolution de novembre 1918, il est membre de l'Assemblée nationale de Weimar, qui se réunit de janvier 1919 à juin 1920. Il siège ensuite jusqu'à sa mort dans le premier Reichstag de la République de Weimar en tant représentant la 23e circonscription (Cologne-Aix-la-Chapelle). Par la suite, le mandat de Nacken est poursuivi par son collègue du parti Josef Sinn (de) pour le reste du mandat électoral.
Au niveau municipal, Nacken est maire d'Eschweiler et membre du conseil local ainsi que membre du comité d'arrondissement et vice-président de la chambre de commerce de Stolberg pour les arrondissements d'Aix-la-Chapelle, Düren et Juliers, ainsi que membre adjoint du comité régional de la chambre de commerce prussienne. En outre, Nacken apporte une contribution particulière au développement du service d'incendie: il devient directeur des incendies, superviseur des pompiers de l'arrondissement et président de l'association des pompiers de l'arrondissement d'Aix-la-Chapelle.
À Eschweiler, la ville natale de Nacken, le Josef-Nacken-Weg porte son nom en souvenir de la vie et du travail politique de Nacken. Nacken est membre de l'association étudiante catholique KDStV Bavaria Bonn (de).